# Gra Ripleya
Gra Ripleya (ang. Ripley's Game) – brytyjsko-włosko-amerykański thriller z 2002 roku w reżyserii Liliany Cavani, zrealizowany na podstawie powieści Patricii Highsmith. Jest to druga adaptacja tej książki; pierwszą był Amerykański przyjaciel (1977) Wima Wendersa.

## Fabuła
Tom Ripley, amerykański esteta przebywający we Włoszech, przekonuje znajomego do popełnienia zbrodni w zamian za dużą sumę pieniędzy. Gdy sytuacja wymyka się spod kontroli, mężczyzna musi uciekać, by uniknąć konsekwencji.

## Obsada
- John Malkovich – Tom Ripley
- Ray Winstone – Reeves
- Dougray Scott – Jonathan Trevanny
- Evelina Meghnagi – Maria
- Chiara Caselli – Luisa Harari
- Lena Headey – Sarah Trevanny
- Sam Blitz – Matthew Trevanny
- inni

## Produkcja
Zdjęcia kręcono w następujących lokacjach:

- Wenecja Euganejska:
  - prowincja Treviso (Villa Emo w wiosce Fanzolo, Asolo);
  - Vicenza (Piazza dei Signori, Teatro Olimpico);
  - Bassano del Grappa;
  - Padwa (Caffè Pedrocchi);
- Wyspa Man
- Berlin (Gendarmenmarkt);[3].